# 고가반
고가반(아르메니아어: Գոգավան)은 아르메니아 로리주에 속하고 있는 마을이다. 그러나 예전에는 이 마을의 명칭 역시 데무르칠라(Demurchilar)라는 이름을 가진 것으로 드러나고 있다.